# حوزة المركز (حوزة المركز)
حوزة المركز هو دُوَّار يقع بجماعة حوزة، إقليم السمارة، جهة العيون الساقية الحمراء في المملكة المغربية. ينتمي الدوّار لمشيخة حوزة المركز التي تضم دوار واحد. يقدر عدد سكانه بـ 145 نسمة حسب الإحصاء الرسمي للسكان والسكنى لسنة 2004.

## روابط خارجية
- البوابة الوطنية للجماعات الترابية نسخة محفوظة 12 مارس 2018 على موقع واي باك مشين.
- المندوبية السامية للتخطيط